# Rökugn
För rökugn för rökning av livsmedel, se Rökugn (rök)

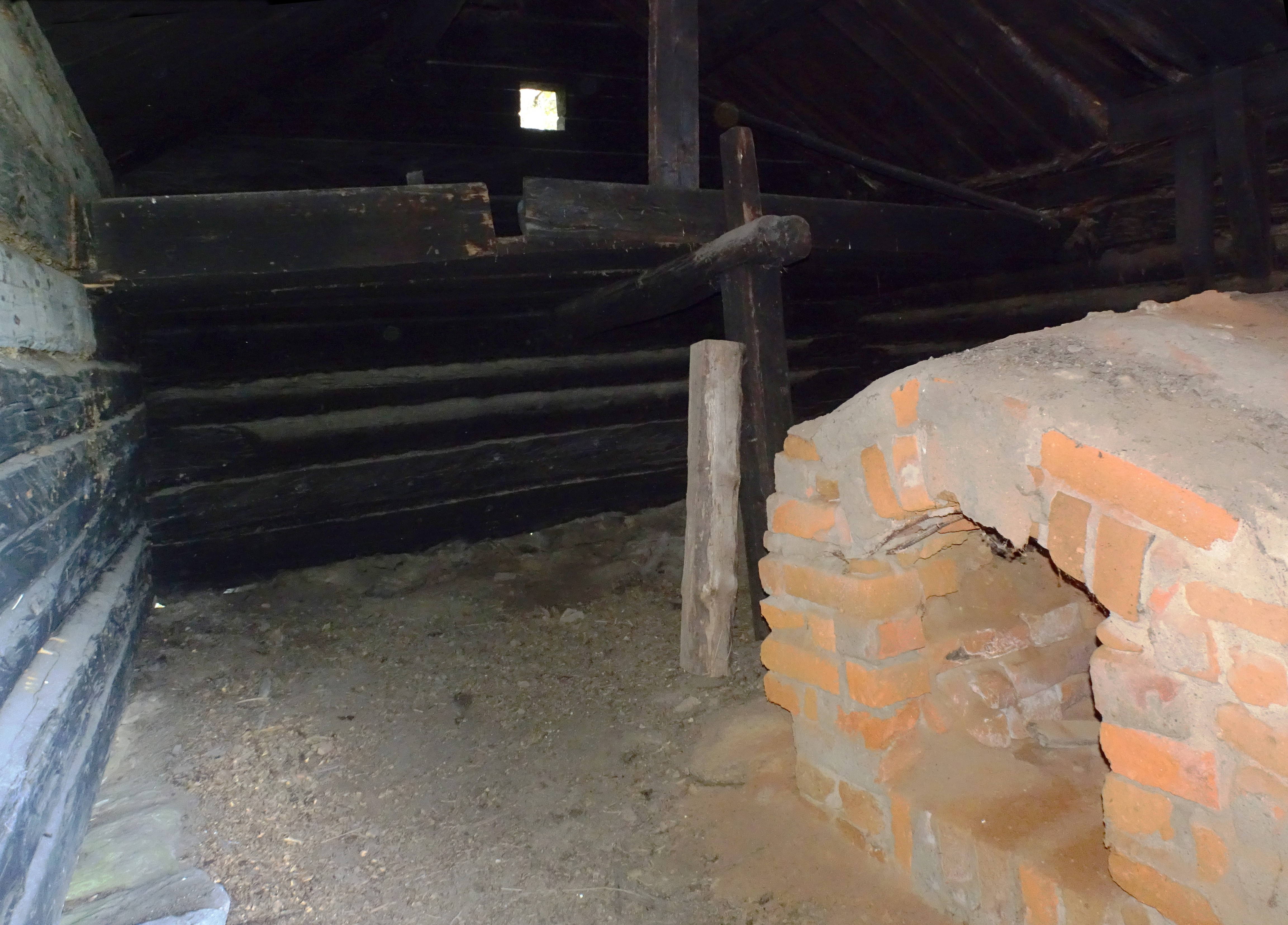
Rökugn i Kramphults pörte.

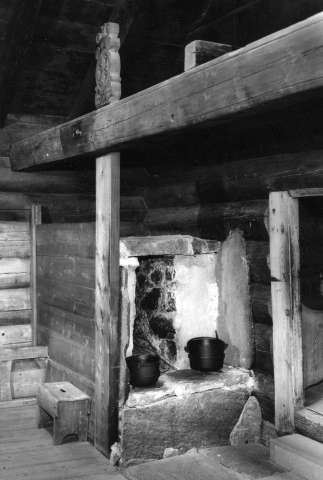
Rökugn i en byggnad från Nes i Varaldsøy i Hordaland, numera på Norsk Folkemuseum i Oslo.

Rökugn var en typ av ugn som användes i rökstugor, inklusive i pörten.
En rökugn är en ugn, från vilken röken inte leds ut i en skorsten, utan i rummet där den är murad, och i vilken röken lägger sig under taket och ytterligare värmer rummet. Röklagrets tjocklek regleras med hjälp av ventiler för såväl luftinsläpp vid golvet och rökutsläpp vid eller genom taket. Till skillnad från den äldre öppna eldstaden mitt i huset, är rökugnen en sluten eldstad, uppmurad av sten och normalt placerad i ett hörn i rummet. Dess stora fördel var att den magasinerade värmen. 
Under andra hälften av 1800-talet ersattes rökugnarna som matlagningsplats efterhand av gjutjärnsspisar och för andra uppvärmningsändamål av murade spisar eller gjutjärnsspisar anslutna till skorstenspipor. Andra rökugnar kompletterades med skorstenar och byggdes om till kåpugnar. 

## Bildgalleri

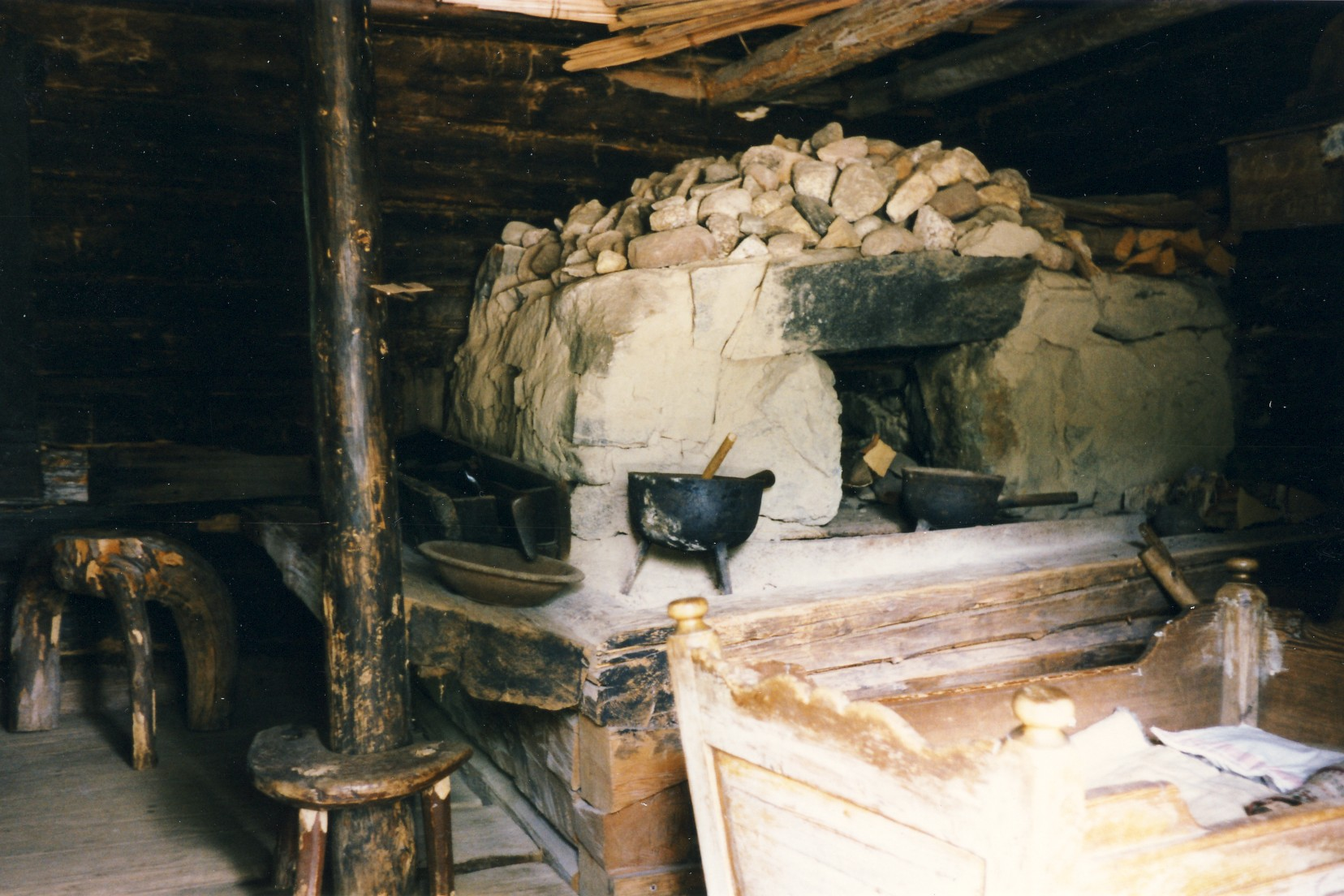
Rökugn i Finngammelgården i Dalarna.
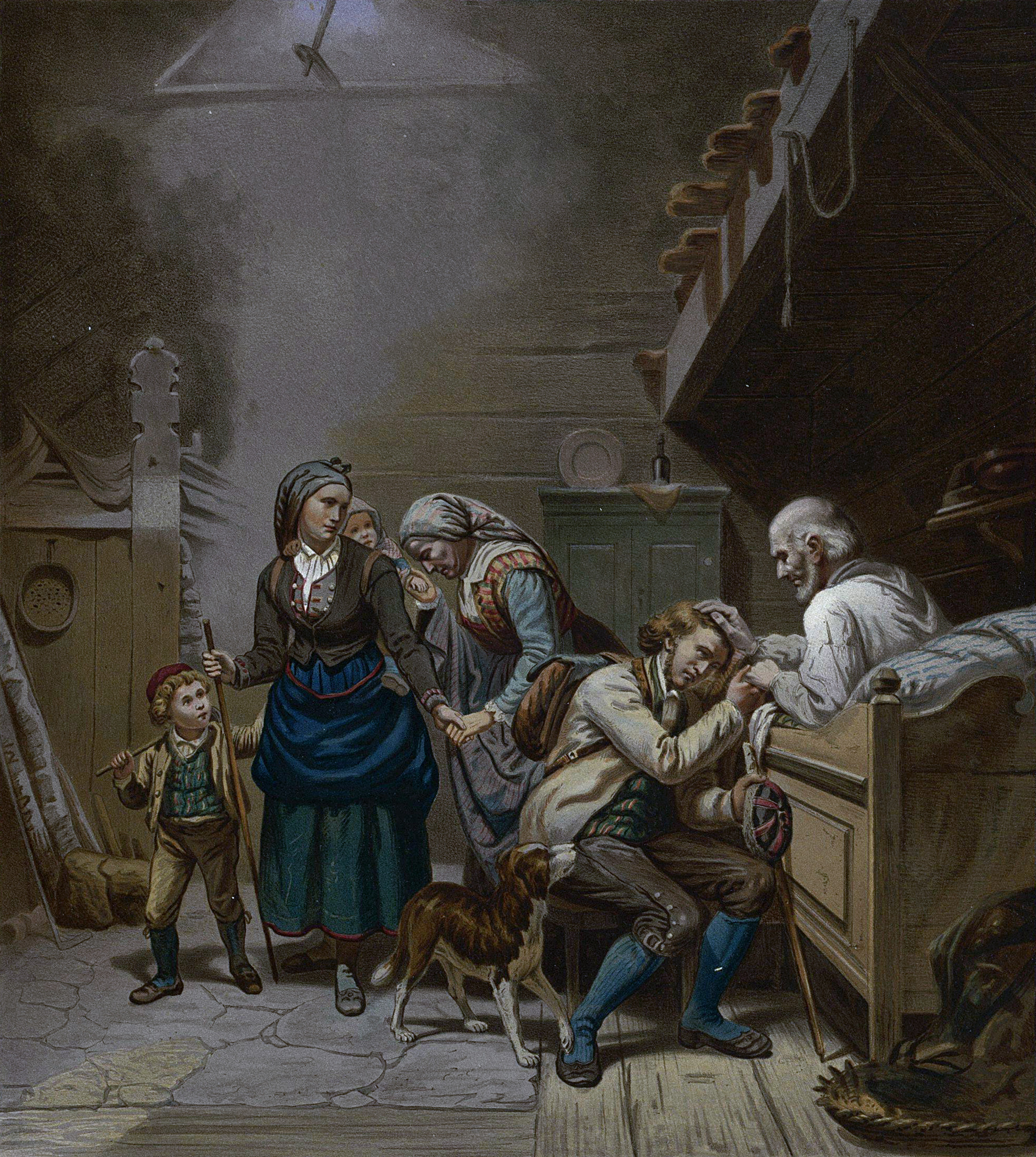
Målningen Afskedet av Adolph Tidemand visar en norsk rökugn.